# Caterina di Lorena (1573-1648)
Caterina di Lorena (Nancy, 3 novembre 1573 – Parigi, 7 marzo 1648) è stata una nobile e badessa francese.

## Biografia
Era figlia del duca Carlo III di Lorena e della principessa francese Claudia di Valois.
Era quindi strettamente imparentata con i reali francesi.
Venne destinata fin da bambina alla vita religiosa. Nel 1612 divenne badessa dell'abbazia di Remiremont, un'abbazia femminile vicino a Remiremont, nei Vosgi (Francia).
L'abbazia di Remiremont era una delle più importanti, illustri ed aristocratiche abbazie della Francia e godeva di indipendenza ecclesiastica, in quanto per le questioni spirituali riferiva solo alla Santa Sede e non al vescovo competente e per le questioni temporali, era direttamente dipendente dall'Imperatore del Sacro Romano Impero, pur avendo come protettore il duca di Lorena.
Caterina ebbe anche il compito di prendersi cura di Margherita di Lorena, futura duchessa di Orleans, quando la bambina rimase orfana nel 1627.
Nel 1638 le truppe di Henri de La Tour d'Auvergne-Bouillon occuparono Remiremont per un mese. Per salvare l'abbazia e il territorio circostanze da eventuali saccheggi, riuscì ad ottenere la neutralità durante tutta la Guerra dei trent'anni.

## Ascendenza
|                       |                        |                                   | Genitori                           |  |  | Nonni |  |  | Bisnonni          |  |  | Trisnonni           |  |
|                       |                        |                                   |                                    |  |  |       |  |  | Antonio di Lorena |  |  | Renato II di Lorena |  |
|                       |                        |                                   |                                    |  |  |       |  |  | Antonio di Lorena |  |  | Renato II di Lorena |  |
|                       |                        | Filippina di Gheldria             |                                    |  |  |       |  |  | Antonio di Lorena |  |  |                     |  |
| Francesco I di Lorena |                        |                                   |                                    |  |  |       |  |  | Antonio di Lorena |  |  |                     |  |
|                       |                        | Renata di Borbone-Montpensier     | Gilberto di Borbone-Montpensier    |  |  |       |  |  |                   |  |  |                     |  |
|                       |                        | Renata di Borbone-Montpensier     | Gilberto di Borbone-Montpensier    |  |  |       |  |  |                   |  |  |                     |  |
|                       |                        | Renata di Borbone-Montpensier     | Chiara Gonzaga                     |  |  |       |  |  |                   |  |  |                     |  |
| Carlo III di Lorena   |                        | Renata di Borbone-Montpensier     |                                    |  |  |       |  |  |                   |  |  |                     |  |
|                       |                        | Cristiano II di Danimarca         | Giovanni di Danimarca              |  |  |       |  |  |                   |  |  |                     |  |
|                       |                        | Cristiano II di Danimarca         | Giovanni di Danimarca              |  |  |       |  |  |                   |  |  |                     |  |
|                       |                        | Cristiano II di Danimarca         | Cristina di Sassonia               |  |  |       |  |  |                   |  |  |                     |  |
| Cristina di Oldenburg |                        | Cristiano II di Danimarca         |                                    |  |  |       |  |  |                   |  |  |                     |  |
|                       |                        | Isabella d'Asburgo                | Filippo I di Castiglia             |  |  |       |  |  |                   |  |  |                     |  |
|                       |                        | Isabella d'Asburgo                | Filippo I di Castiglia             |  |  |       |  |  |                   |  |  |                     |  |
|                       |                        | Isabella d'Asburgo                | Giovanna di Aragona e Castiglia    |  |  |       |  |  |                   |  |  |                     |  |
| Caterina di Lorena    |                        | Isabella d'Asburgo                |                                    |  |  |       |  |  |                   |  |  |                     |  |
|                       | Francesco I di Francia | Carlo di Valois-Angoulême         |                                    |  |  |       |  |  |                   |  |  |                     |  |
|                       | Francesco I di Francia | Carlo di Valois-Angoulême         |                                    |  |  |       |  |  |                   |  |  |                     |  |
|                       | Francesco I di Francia | Luisa di Savoia                   |                                    |  |  |       |  |  |                   |  |  |                     |  |
| Enrico II di Francia  | Francesco I di Francia |                                   |                                    |  |  |       |  |  |                   |  |  |                     |  |
|                       |                        | Claudia di Francia                | Luigi XII di Francia               |  |  |       |  |  |                   |  |  |                     |  |
|                       |                        | Claudia di Francia                | Luigi XII di Francia               |  |  |       |  |  |                   |  |  |                     |  |
|                       |                        | Claudia di Francia                | Anna di Bretagna                   |  |  |       |  |  |                   |  |  |                     |  |
| Claudia di Valois     |                        | Claudia di Francia                |                                    |  |  |       |  |  |                   |  |  |                     |  |
|                       |                        | Lorenzo de' Medici duca di Urbino | Piero il Fatuo                     |  |  |       |  |  |                   |  |  |                     |  |
|                       |                        | Lorenzo de' Medici duca di Urbino | Piero il Fatuo                     |  |  |       |  |  |                   |  |  |                     |  |
|                       |                        | Lorenzo de' Medici duca di Urbino | Alfonsina Orsini                   |  |  |       |  |  |                   |  |  |                     |  |
| Caterina de' Medici   |                        | Lorenzo de' Medici duca di Urbino |                                    |  |  |       |  |  |                   |  |  |                     |  |
|                       |                        | Madeleine de la Tour d'Auvergne   | Giovanni III de La Tour d'Auvergne |  |  |       |  |  |                   |  |  |                     |  |
|                       |                        | Madeleine de la Tour d'Auvergne   | Giovanni III de La Tour d'Auvergne |  |  |       |  |  |                   |  |  |                     |  |
|                       |                        | Madeleine de la Tour d'Auvergne   | Giovanna di Borbone-Vendôme        |  |  |       |  |  |                   |  |  |                     |  |
|                       |                        | Madeleine de la Tour d'Auvergne   |                                    |  |  |       |  |  |                   |  |  |                     |  |